# Naomi Tamura
Naomi Tamura é uma cantora, compositora e letrista japonesa nascida em 11 de dezembro de 1963 em Nagoya.

## História
Quando criança, Tamura amava música e, no colegial, conheceu uma banda da escola e se apaixonou pela ideia de criar música, procurando, então, fundar uma banda com garotas, chamada PEARL. A banda chegou a ir para Tóquio, mas acabou se separando.
Tamura estreou em 1987 pela Sony Music Entertainment Japan. Seu primeiro sucesso foi com a canção "Eien no Ichibyo", usada em comerciais de joias. Ela também fez a abertura do anime Guerreiras Mágicas de Rayearth, "Yuzurenai Negai", que foi um grande sucesso, se mantendo por 21 semanas no Oricon Singles Chart, chegando à sétima posição, acabando por vender um milhão de cópias. Outra canção para o mesmo anime, ""Hikari to Kage wo Dakishimeta mama" chegou à oitava posição na Oricon. As músicas foram disponibilizadas digitalmente em 2009. Pelo sucesso do seu trabalho em Rayearth, Tamura participou de shows especiais da CLAMP (estúdio responsável pelo mangá).
Em 1994, migrou para a Universal Music Japan. No ano seguinte, lançou seu álbum N', que chegou à primeira posição no Oricon Albums Chart.
Em 1997, se juntou ao baterista Carmine Appice, o baixista Tony Franklin, e o guitarrista Kenji Kitajima para reviver a banda de rock PEARL. O projeto durou dois anos. Um álbum comemorativo foi lançado posteriormente.
Tamura cantou temas para inúmeros animes, como Get Backers, Pokémon, e Bakugan Batoru Burorazu.

Em 2009, se apresentou na Otakon, em Baltimore.